# Bidar (district)
Het district Bidar ligt in de staat Karnataka in het noorden van India. De historische plaats is het administratieve centrum van het district. Het is gelegen in de noordwesthoek van Karnataka, dicht bij de grens met Andhra Pradesh in het oosten, Maharashtra in het noordwesten en Gulbarga in het zuiden.
Bidar ligt op 120 km afstand van Andhra Pradesh's hoofdstad Hyderabad. Tot 1956 was Bidar een deel van de staat Hyderabad.

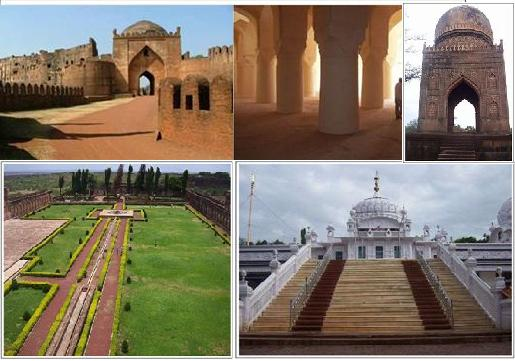
Historische monumenten in Bidar